# ديار آل ناصر (حورة)
'

تعديل مصدري - تعديل

ديار ال ناصر هي إحدى قرى عزلة حوره بمديرية حورة التابعة لمحافظة حضرموت، بلغ تعداد سكانها 194 نسمة حسب تعداد اليمن لعام 2004.